# (19776) Balears
Balears (asteroide n.º 19776) es un asteroide del cinturón principal, a 1,8999154 UA. Posee una excentricidad de 0,1623721 y un período orbital de 1 247,71 días (3,42 años).
Tiene una velocidad orbital media de 19,776579 km/s y una inclinación orbital de 6,86395º.
Este asteroide fue descubierto en 4 de agosto de 2000 por Jaime Nomen desde el Observatorio de La Ametlla de Mar en Tarragona, España.